# گیدیا پارک
latitudeگیدیا پارکlongitudeگیدیا پارک
گیدیا پارک (به انگلیسی: Gidea Park) یک ناحیه در بریتانیا است که در منطقه هیورینگ لندن جای دارد.
ایستگاه راه‌آهن گیدیا پارک در این ناحیه قرار دارد.